# 桃園村 (三重県)
桃園村（ももぞのむら）は三重県一志郡にあった村。現在の津市の南東部、雲出川の下流左岸、近鉄名古屋線・桃園駅の周辺にあたる。

## 地理
- 河川：雲出川、三ヶ野川、大村川

## 歴史
- 1889年（明治22年）4月1日 - 町村制の施行により、川方村・新家村・牧村・木造村の区域をもって発足。
- 1955年（昭和30年）3月1日 - 久居町・戸木村・七栗村・稲葉村・榊原村と合併し、改めて久居町が発足。同日桃園村廃止。

## 交通

### 鉄道路線
- 近畿日本鉄道
  - 名古屋線
    - 桃園駅